# Варганы
Варганы — село в Лысковском районе Нижегородской области на реке Имза. Входит в состав Барминского сельсовета.
В селе расположено отделение Почты России (индекс 606227), есть церковь Ильи Пророка, построенная в 1794 году.

## История
В селе служил священник Порфирий Колосовский, казнённый в 1937 году и канонизированный на Архиерейском соборе Русской Православной Церкви в 2000 году как священномученик.